# Sindicato nacional del crimen
El Sindicato Nacional del Crimen (en inglés National Crime Syndicate) fue el nombre que le dio la prensa internacional a la confederación estadounidense multiétnica y muy bien conectada de varias organizaciones criminales, una confederación que en su mayor parte consistía en la Mafia ítaloestadounidense y la mafia judía estrechamente interconectadas, pero también se incluyó en varios grados menores a los irlandeses. Las Organizaciones criminales americanas y otros grupos delictivos étnicos. Los orígenes del nombre son inciertos.

## Historia
De acuerdo con los escritores sobre el crimen organizado, el Sindicato fue una idea de Johnny Torrio, y fue fundado o establecido en una conferencia de mayo de 1929 en Atlantic City, a la que asistieron importantes figuras del bajo mundo en todo Estados Unidos, incluyendo a Torrio, Lucky Luciano, Al Capone, Benjamin "Bugsy" Siegel, Frank Costello, Joe Adonis , Dut Schultz, Abner "Longie" Zwillman, Louis "Lepke" Buchalter, jefe de la familia criminal Gambino Vincent Mangano, jugador Frank Erickson, Frank Scalice y Albert "el Sombrerero Loco" Anastasia. Otros describieron la reunión de Atlantic City como una conferencia de coordinación y estrategia para los contrabandistas.
Según los hallazgos del Comité Especial del Senado de los Estados Unidos en la década de 1950 presidido por Estes Kefauver, se trataba de una confederación de grupos del crimen organizado principalmente italianos y judíos en todo Estados Unidos.
Los medios de comunicación llamaron al brazo de aplicación del sindicato "Murder, Inc.", una banda de mafiosos de Brooklyn que cometió asesinatos en las décadas de 1930 y 1940 por varios jefes de delincuencia. Fue dirigido por Buchalter y Anastasia, quienes informaron a los miembros de la comisión Lansky y Adonis, e incluyeron a muchos mafiosos infames. Murder Inc. consistió en dos facciones, los judíos de Brownsville encabezados por Abe "Kid Twist" Reles , que informaron a Lepke Buchalter y Jacob "Gurrah" Shapiro, y los italianos Ocean Hill Hooligans liderados por Harry "Happy" Maione, quien informó que Albert Anastasia. Bugsy Siegel estuvo involucrada en muchos de los asesinatos de Murder Incorporated.
En su biografía de Meyer Lansky, Little Man, en 1991, el periodista Robert Lacey argumentó que nunca existió el Sindicato nacional del crimen. "La idea de un sindicato nacional de delitos se confunde a menudo con la mafia. Sin embargo, no son lo mismo", probablemente se refiera a la mafia estadounidense.
Aunque muchos de sus miembros fueron encarcelados y algunos fueron ejecutados, la desaparición de la organización es tan incierta como sus orígenes. A finales de la década de 1940, Murder Inc. y la mayoría de sus componentes no italianos habían desaparecido. Algunas personas, como Lansky, continuaron operando como afiliados de grupos italianos.

## En la cultura popular
El Sindicato nacional del crimen fue objeto de numerosas películas, principalmente en la década de 1950, algunas de las cuales se inspiraron en las audiencias de Kefauver. Entre ellos se encontraban The Phenix City Story, que describía la toma de la vida real de una ciudad del sur por parte del crimen organizado, y 711 Ocean Drive, que se centró en el sindicato de juegos de azar de todo el país.
Una variación en el Sindicato nacional del crimen (simplemente llamado 'El Sindicato') es el principal antagonista en la mayoría de las temporadas posteriores de Misión: Imposible, y en la película Misión: Imposible - Nación Secreta.
Junto con la vida de sus miembros principales, la fundación ficticia de El Sindicato se representó en la serie de HBO Boardwalk Empire.
El Sindicato nacional del crimen ocupa un lugar destacado en el libro de Thomas Steadman, The Flames of the West.